# Beskid (kulle)
Beskid är en kulle i Antarktis. Den ligger i Östantarktis. Australien gör anspråk på området. Toppen på Beskid är 76 meter över havet.
Terrängen runt Beskid är huvudsakligen platt. Trakten är obefolkad. Det finns inga samhällen i närheten. 